# Permi nyelvek

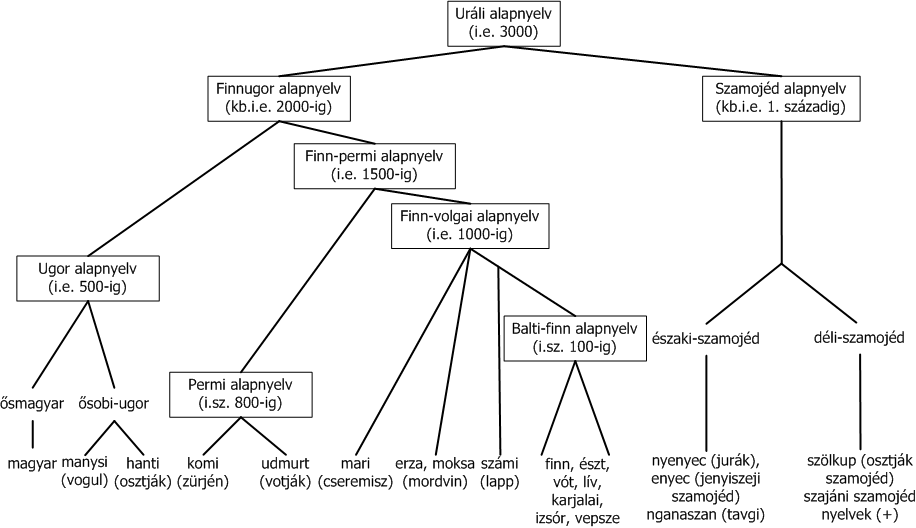
Az uráli nyelvcsalád rokonsági viszonyai (a nyelvek szétválásának feltételezett évszámaival)

A permi nyelvek a finnugor nyelvcsalád, s azon belül a finn-permi nyelvek egy alcsoportját képezik. A beszélők az Urál-hegység vidékén élnek, Oroszországban.
A nyelvcsoport tagjai:
- Komi
  - komi-permják
  - komi zürjén
- Udmurt (votják)

## Lásd még
- Finnugor nyelvek